# Charles Beauclerk (13. książę St Albans)
Charles Frederick Aubrey de Vere Beauclerk (ur. 16 sierpnia 1915, zm. 8 października 1988) – brytyjski arystokrata, jedyny syn Aubreya Tophama Beauclerka (wnuka 8. księcia St Albans) i Gwendoline Hughes, córki kapitana Frederika Hughesa.
Tytuł księcia St Albans odziedziczył w 1964 r. po bezpotomnym wymarciu starszych gałęzi rodu Beauclerków. Jako par Anglii zasiadł wtedy w Izbie Lordów. Był również dyrektorem Grendon Trust. Na tym stanowisku stał się bohaterem wielu skandali ekonomicznych, związanych z unikaniem płacenia podatków. W rezultacie St Albans opuścił Wielką Brytanię i zamieszkał na południu Francji, gdzie pozostawał do końca życia.
21 marca 1938 r. poślubił Nathalie Chatham Walker, córkę Percivala Walkera. Zanim małżeństwo to zakończyło się rozwodem (w 1947 r.), Charles i Nathalie doczekali się jednego syna:
- Murray de Vere Beauclerk (ur. 19 stycznia 1939), 14. książę St Albans

Po raz drugi ożenił się 19 marca 1947 r. z Suzanne Marie Adele Fesq, córką Emile'a Fesqa. Charles i Suzanne mieli razem trzech synów i córkę:
- Peter Charles de Vere Beauclerk (ur. 13 stycznia 1948), ożenił się z Beverly Bailey, ma dzieci
- James Charles Fesq de Vere Beauclerk (ur. 6 lutego 1949)
- John William Aubrey de Vere Beauclerk (ur. 10 lutego 1950)
- Caroline Ann de Vere Beauclerk (ur. 19 lipca 1951), żona Neila Blake'a, ma dzieci

Książę St Albans został również odznaczony Orderem Imperium Brytyjskiego. Zmarł w wieku 73 lat. Wszystkie jego tytuły odziedziczył jego najstarszy syn.